# جوایز موزیک ویدئوی بریتانیا ۲۰۱۷
جوایز موزیک ویدئو بریتانیا ۲۰۱۷ در ۲۶ اکتبر ۲۰۱۷ برای شناسایی بهترین‌ها در موزیک ویدئوهای پادشاهی متحده و سراسر جهان برگزار شد.